# 2005年梅竹賽
民國94年（2005年）乙酉梅竹賽為第三十七屆國立清華大學與國立交通大學之間的梅竹賽，於該年3月4日至3月6日舉行。本屆賽事由國立交通大學主辦，國立清華大學協辦。賽事結果，國立交通大學以6比5取得本屆賽事總錦標。
本屆賽事在賽前連續下了幾天雨，但在開賽當天放晴。清大校長徐遐生在致詞時打趣說，要是持續下雨的話，就要考慮增加划船與溜冰比賽了；交大校長張俊彥則希望兩校比賽不傷和氣，交清同學能攜手共創美好的將來。兩校校長共同敲鑼開幕後，隨即進行田徑表演賽。隨後有兩校跆拳道與女啦表演，清大女啦穿著清涼，以阿拉伯舞姿吸引眾人目光；交大女啦則表演經典競技啦啦隊表演。
徐遐生在賽後，以「梅竹精神」為標題，發文讚揚雙方教練與運動員對於競賽的積極的投入，表現了良好的運動員風範。並表示兩校的女籃隊之戰，為認為最能展現梅竹賽精神的一場比賽。

## 徐遐生談「梅竹精神」
清大徐遐生校長指出，梅竹賽的精神在於在公開、公平的環境中，雙方展現求勝心，並展現了勝不驕、敗不餒的運動精神。但真正的勝利並不是誰打敗了對方，而在是否已盡了全力將自己所擅長的技能發揮到極致。
在本屆梅竹賽的女籃賽中，交大女籃5號，工業工程與管理學系大三的劉姿儀擔任控球後衛，在本場次獨得了28分。由於劉姿儀的精采表現，第三節時，交大一度領先清大11分，清大女籃教練齊璘指派15號李之安對劉姿儀進行緊迫盯人的貼身防守。李之安為清大化學系大三學生，但並非清大女籃隊主力球員，過去比賽中上場的機會並不多。在李之安有效防守下，清大逐漸將比分追上，最後清大以65比58逆轉贏了這場比賽，讓交大為之心碎。
比賽結束後，雙方隊員都擁抱痛哭；徐校長猜想，原因應該是精疲力竭多於喜悅或悲傷。之後，清大學生在網路上票選李之安為這場比賽的最有價值球員，雖然李之安一分未得，但有效防守對方主力，使其未能再得分，實為球隊勝利關鍵。
徐遐生認為，梅竹賽的意義在於參賽的選手在競賽的壓力下，鍛鍊為更堅強、更完美；兩校經由競賽深化友誼，未來各方面更為緊密合作。兩校的目標均是邁向國際化與世界一流大學，在國際學術競賽中，兩校是站在同一陣線上的。

## 賽事結果

### 正式賽
| 項目   | 比賽日期     | 勝隊 | 備註                         |
| ------ | ------------ | ---- | ---------------------------- |
| 桌球   | 2005年3月4日 | 清大 | 4：2，清大勝                 |
| 羽球   | 2005年3月4日 | 交大 | 5：0，交大勝                 |
| 橋藝   | 2005年3月5日 | 交大 |                              |
| 棋藝   | 2005年3月5日 | 交大 |                              |
| 網球   | 2005年3月5日 | 清大 | 4：1，清大勝                 |
| 棒球   | 2005年3月5日 | 交大 | 18：16，交大勝               |
| 女籃   | 2005年3月5日 | 清大 | 65：58，清大勝               |
| 男籃   | 2005年3月5日 | 清大 | 90：77，清大勝               |
| 足球   | 2005年3月6日 | 清大 | 1：0，清大勝                 |
| 男排   | 2005年3月6日 | 交大 | 3：1，交大勝                 |
| 女排   | 2005年3月6日 | 交大 | 3：0，交大勝                 |
| 總錦標 |              | 交大 | 交大以6：5取得本屆賽事總錦標 |

### 表演賽
| 項目 | 比賽日期     | 勝隊 | 備註         |
| ---- | ------------ | ---- | ------------ |
| 田徑 | 2005年3月4日 | 交大 |              |
| 女桌 | 2005年3月4日 |      | 1：1平手     |
| 撞球 | 2005年3月4日 | 清大 | 3：2，清大勝 |
| 女羽 | 2005年3月4日 | 交大 | 4：1，交大勝 |
| 女網 | 2005年3月5日 | 清大 | 2：1，清大勝 |